# Email ngẫu nhiên
Email ngẫu nhiên là một e-mail không được yêu cầu được gửi đến người nhận mà không cần liên hệ trước hoặc yêu cầu thông tin trước đó. Nó cũng có thể được định nghĩa là email tương đương với gọi điện ngẫu nhiên. Email ngẫu nhiên khác với thư rác. Nếu một số thủ tục thích hợp không được tuân theo, một email ngẫu nhiên có thể trở thành một thư rác.

## Lịch sử
Các nhân viên bán hàng đến tận cửa thường rất nổi tiếng trước khi cuộc gọi ngẫu nhiên trở thành một hình thức tiếp thị chính. Với cuộc cách mạng internet và sự phổ biến của email, email ngẫu nhiên trở nên phổ biến.

## Quy tắc & Quy định
Hoa Kỳ
Hoa Kỳ có các quy định về email cho các chủ doanh nghiệp do Ủy ban Thương mại Liên bang (FTC) phát triển. FTC có một đạo luật được gọi là Đạo luật CAN-SPAM để điều chỉnh thực tiễn email của các doanh nghiệp. Các vấn đề như "dòng tiêu đề lừa đảo", "chọn không tham gia yêu cầu", "thông tin tiêu đề" và các vấn đề khác sẽ được thảo luận. Vi phạm Đạo luật CAN-SPAM có thể dẫn đến phạt tới 16.000 đô la.

## Trân trọng
1. 1 2  Gould, Kevin (ngày 4 tháng 12 năm 2014). "7 Tricks to Write an Effective Cold Email". Entrepreneur. Truy cập ngày 16 tháng 9 năm 2016.
2. 1 2  Wessel, Liz. "The 5 Best Ways To Network While You're Still In College". Forbes. Truy cập ngày 16 tháng 9 năm 2016.
3. ↑  "9 different ways to cold email someone when you're trying to sell and make tons of money". Business Insider. Truy cập ngày 16 tháng 9 năm 2016.
4. 1 2  "9 Reasons Your Cold Email Got Answered". Inc. ngày 17 tháng 5 năm 2016. Truy cập ngày 16 tháng 9 năm 2016.
5. ↑  Bridges, Frances. "How to Write A Cold E-mail". Forbes. Truy cập ngày 16 tháng 9 năm 2016.
6. ↑  "Complying with the Telemarketing Sales Rule". www.ftc.gov. Truy cập ngày 16 tháng 9 năm 2016.
7. ↑  "The Coldest Email". The Flat Hat. ngày 6 tháng 9 năm 2016. Truy cập ngày 16 tháng 9 năm 2016.
8. ↑  "Why Starting a Conversation is a Cold Email Strategy That Works". The Huffington Post. ngày 19 tháng 8 năm 2016. Truy cập ngày 16 tháng 9 năm 2016.